# Gemeindezentrum Brücke

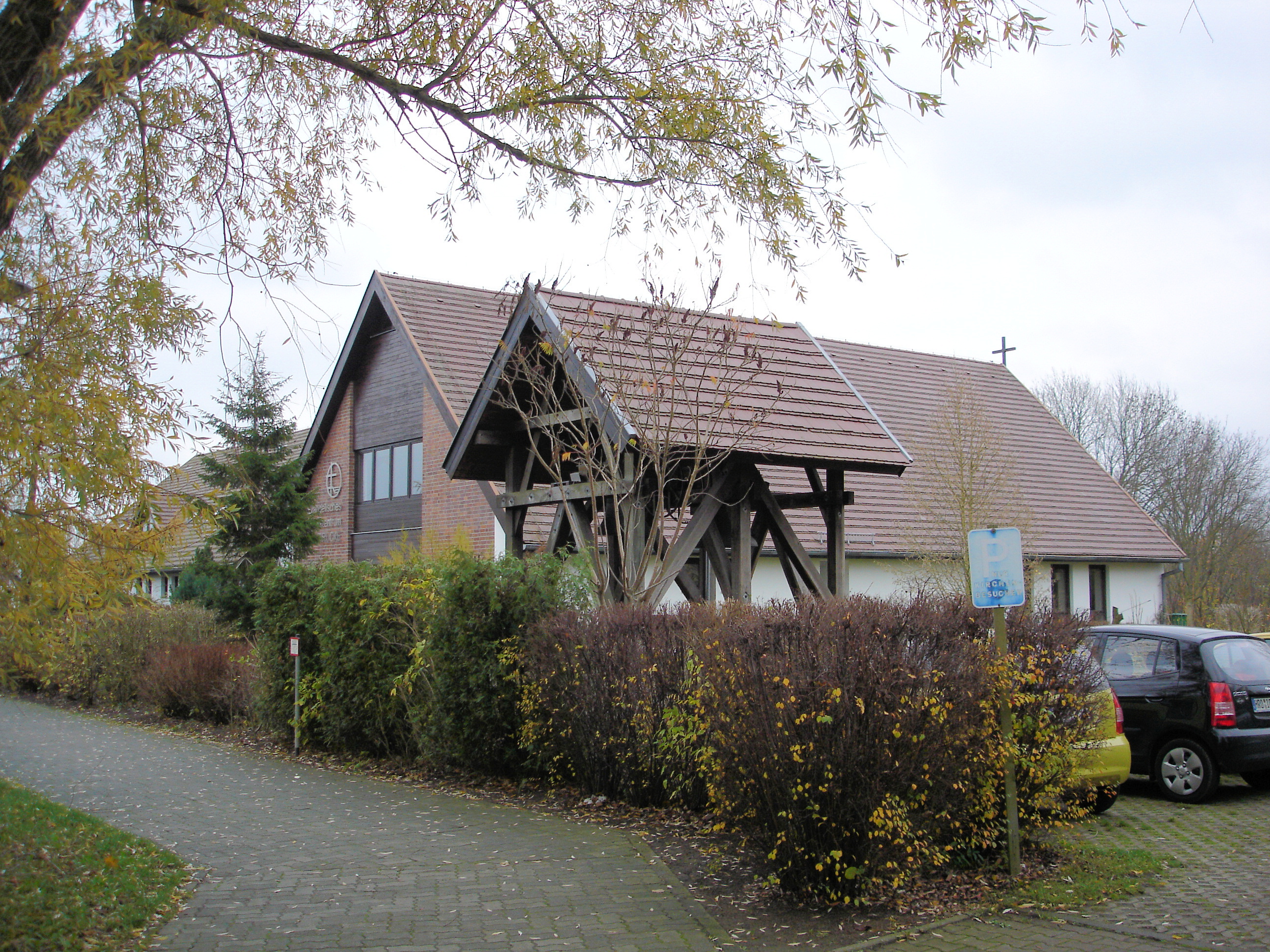
Gemeindezentrum Brücke

Das Gemeindezentrum Brücke im Rostocker Ortsteil Groß Klein ist die Kirche der Ufergemeinde in der Propstei Rostock im Kirchenkreis Mecklenburg der Evangelisch-Lutherischen Kirche in Norddeutschland. Das Kirchengebäude ist ein moderner Zweckbau für Gottesdienste, Gemeindearbeit und die Pastorenwohnung.

## Geschichte
In den Jahren ab 1979 bis etwa 1985 entstanden die Plattenbausiedlungen in Schmarl und Groß Klein. Damit zogen über 30.000 Menschen in diese Stadtteile. Die Kirchgemeinden Schmarl und die Groß Kleiner Ufergemeinde entstanden 1982/83. Ab 1985 war die Kirche mit einem Kirchenwagen (Bauwagen) in Groß Klein vertreten. Aktive unter dem Dach der Kirche gab es bereits zuvor, die etwa 1981 in Groß Klein Rosen und Sträucher pflanzten.
Das Gemeindezentrum Brücke wurde 1988 eingeweiht und von beiden Kirchgemeinden genutzt. Der separate Glockenstuhl mit zwei Glocken (Geschenk der Partnergemeinde Bad Salzuflen) konnte 1991 eingeweiht werden. Am 1. Januar 2005 schlossen sich beide Kirchgemeinden zusammen und behielten den Namen Ufergemeinde bei. Für die Gemeindearbeit in Schmarl wurde der Gemeindeladen Brückenschlag eröffnet. Die Kirchgemeinde will eine Kirche „mit niedriger Zugangsschwelle“ sein und bietet spezielle Angebote für Einwohner mit Migrationshintergrund an. Zur Gemeinde gehörten 2005 etwa 1580 Gemeindemitglieder, 2016 lag die Zahl ebenfalls in dieser Größenordnung.